# 武部貴則
武部貴則（日语：／ Takebe Takanori，1986年12月20日—）是一名日本醫師和醫學家，擁有橫濱市立大學醫學博士學位。現為大阪大學榮譽教授，並擔任大阪大學大學院醫學系研究科器官系統創生學教授、兼任東京科學大學教授、兼任橫濱市立大學先端醫科學研究中心特別教授。

## 生平
武部出生於神奈川縣橫濱市。畢業於桐蔭學園高中，並於2011年畢業於橫濱市立大學醫學部醫學科。他專攻再生醫學，並於2013年，以26歲之齡成功利用iPS細胞製造出「迷你肝臟」，引起國際廣泛關注。2018年，擔任橫濱市立大學先端醫科學研究中心教授，同時擔任東京醫科齒科大學（現為東京科學大學）醫學部綜合研究機構教授。2023年，擔任大阪大學大學院醫學系研究科器官系統創生學教授。
2024年，武部獲頒搞笑諾貝爾獎生理學獎，表彰其發現幾種哺乳類動物可以利用肛門透過腸道呼吸。

## 外部連結
- 東京医科歯科大学 臓器発生・創生ユニット
- 武部研究室 TAKEBE LAB. （页面存档备份，存于）